# پیوند مهر
پیوند مهر، نام آلبومی است با صدای محمدرضا شجریان و نوازندگی تار فرهنگ شریف به همراه تنبک جهانگیر ملک که در دستگاه شور و آواز ابوعطا در سال ۱۳۶۳ اجرا و در ۱۳۷۹ منتشر شده‌است.

## شرح

### هنرمندان
- خواننده: محمدرضا شجریان
- تار: فرهنگ شریف
- تنبک: جهانگیر ملک
- شعر از سعدی
- طرح: مژگان شجریان[۱]

### فهرست
- تکنوازی تار - دستگاه شور
- قطعه ضربی (تار و تنبک) - دستگاه شور
- ساز و آواز - درآمد شور، عاشق‌کش
- قطعه ضربی (تار و تنبک) - سلمک
- ادامه ساز و آواز - سلمک، قرچه، رضوی، جمله دوم رضوی، قرچه و سلمک، فرود به شور
- چهار مضراب - ابوعطا
- قطعه ضربی (ای ساربان)
- ساز و آواز - درآمد شور ابوعطا، گوشه دشتی، حجاز، کرد بیات، بیات راجه (اوج دشتی)، فرود سارنگ، شور
- قطعه ضربی (بگذار تا بگریم)

## آواز

### آواز یکم: خفته خبر ندارد، سر بر کنار جانان
غزل سعدی، مشخصات عروضی: بر وزن: مفعول فاعلاتن مفعول فاعلاتن؛ بحر: مضارع مثمن اخرب
(درآمد شور )

خفته خبر ندارد سر بر کنار جانان
کاین شب دراز باشد بر چشم پاسبانان

خفته خبر ندارد سر بر کنار جانان
کاین شب دراز باشد، کاین شب دراز باشد بر چشم پاسبانان
کاین شب دراز باشد بر چشم پاسبانان
(عاشق كش)

بر عقل من بخندی، بخندی گر در غمش بگریم

بر عقل من بخندی، گر در غمش بگریم
کاین کارهای مشکل افتد به کاردانان
(سلمک)

دل‌داده را ملامت گفتن چه سود دارد
می‌باید این نصیحت کردن به دلستانان
(قرچه)

دامن ز پای برگیر ای خوب‌روی خوش‌رو
تا دامنت نگیرد دست خدای‌خوانان

دامن ز پای برگیر ای خوب‌‍روی خوش‌رو
تا دامنت نگیرد دست خدای‌خوانان
(قرچه)

من ترک مهر اینان در خود نمی‌شناسم
بگذار تا بیاید بر من جفای آنان
(رضوی)

روشن‌روان عاشق، روشن‌روان عاشق از تیره‌شب ننالد
داند که روز گردد روزی شب شبانان
(رضوی)

باور مکن که من دست از دامنت بدارم
شمشیر نگسلاند پیوند مهربانان
(رضوی)

چشم از تو برنگیرم، چشم از تو برنگیرم ور می‌کشد رقیبم
مشتاق گل بسازد با خوی باغبانان
(رضوی و اشاره به سلمک)

من اختیار خود را تسلیم عشق کردم
همچون زمام اشتر بر دست ساربانان
همچون زمام اشتر بر دست ساربانان
(سلمک فرود)

شاید که آستینت بر سر زنند سعدی

شاید که آستینت بر سر زنند سعدی، سعدی
تا چون مگس نگردی گرد شکردهانان، گرد شکردهانان

### آواز دوم: هرکس به تماشایی، رفتند به صحرایی
غزل سعدی، مشخصات عروضی: بر وزن: مفعول مفاعیلن مفعول مفاعیلن؛ بحر: هزج مثمن اخرب
(درآمد شور ابوعطا)

هر کس به تماشایی رفتند به صحرایی

هر کس به تماشایی رفتند به صحرایی
ما را که تو منظوری خاطر نرود جایی

هر کس به تماشایی رفتند به صحرایی
ما را که تو منظوری خاطر نرود جایی
( اميری )

با چشم نمی‌بیند یا راه نمی‌داند
هر کو به وجود خود دارد ز تو پروایی
(گوشه اميری)

دیوانه‌ی عشقت را جایی نظر افتاده‌ست
کان جا نتواند رفت اندیشه‌ی دانایی، اندیشه‌ی دانایی
(حجاز)

گویند رفیقانم در عشق چه سر داری

گویند رفیقانم در عشق چه سر داری
گویم که سری دارم درباخته در پایی
(کرد بیات)

امید تو بیرون برد از دل همه امیدی
سودای تو خالی کرد از سر همه سودایی
(کرد بیات و بیات راجع)

زنهار نمی‌خواهم، زنهار نمی‌خواهم کز کشتن امانم ده
تا سیرترت بینم یک لحظه مدارایی

دیوانه‌ی عشقت را جایی نظر افتاده‌ست
کان جا نتواند رفت اندیشه‌ی دانایی
(بیات راجع)

من دست نخواهم برد الا به سر زلفت
گر دسترسی باشد یک روز به یغمایی
(حزین و زیرکش سلمک و فرود شور)

گویند تمنایی از دوست بکن سعدی
جز دوست نخواهم کرد از دوست تمنایی